# Raquel Sánchez Jiménez
Pour les articles homonymes, voir Sánchez et Jiménez.
Raquel Sánchez Jiménez, née le 18 novembre 1975 à Gavà, est une avocate et femme politique espagnole membre du Parti des socialistes de Catalogne (PSC).
Elle est élue en 2007 au conseil municipal de Gavà, devenant aussitôt adjointe au maire dans ce bastion socialiste. En 2014, elle devient maire après la démission de Joaquim Balsera. Reconduite en 2015 après avoir remporté la majorité relative des sièges, elle est réélue pour un troisième mandat en 2019 après avoir reconquis la majorité absolue pour le PSC.
Lors d'un remaniement ministériel, elle est nommée en 2021 ministre des Transports dans le second gouvernement de Pedro Sánchez. Son ministère est scindé en deux et elle-même quitte l'exécutif à la formation du gouvernement Sánchez III deux ans plus tard. Elle est choisie peu après pour diriger l'entreprise publique Paradores de turismo.

## Vie privée
Raquel Sánchez est mère de deux fils.

## Formation et vie professionnelle
Raquel Sánchez suit sa scolarité à Gavà, d'abord à l'école de l’Immaculée Conception puis à l'institut Bruguers. Elle est titulaire d'une licence en droit obtenue à l'université de Barcelone (UB). Elle possède un master en droit du travail et de la sécurité sociale de l'université Pompeu-Fabra. Elle exerce ensuite comme avocate dans un cabinet de Barcelone, avant de fonder son propre cabinet avec d'autres confrères dans la ville de Castelldefels.

## Engagement politique

### Conseillère municipale de Gavà
Raquel Sánchez Jiménez concourt en deuxième position sur la liste du maire sortant Joaquim Balsera lors des élections municipales de mai 2007 dans la commune de Gavà. Alors que les socialistes disposent de la majorité absolue, elle exerce les fonctions d'adjointe au maire déléguée à l'Économie et aux Finances, aux Ressources humaines et aux Services sociaux. Elle occupe en outre la responsabilité de porte-parole du groupe des élus socialistes municipaux.
Elle est réélue au cours des élections municipales de mai 2011 lors desquelles elle se trouve rétrogradée à la troisième position sur la liste. Elle est néanmoins reconduite adjointe au maire, cette fois déléguée à l'Urbanisme, à la Promotion économique, à l'Environnement et à la Durabilité, et conserve la fonction de porte-parole du groupe du PSC. Elle est élue première secrétaire du PSC de Gavà en 2012 et devient membre de la commission exécutive du PSC de Baix Llobregat et du Conseil national du PSC.

### Maire de Gavà
Joaquim Balsera annonce en février 2014 sa démission du poste de maire afin de retourner dans le secteur privé et développer un projet de ville intelligente. L'assemblée locale du PSC choisit Raquel Sánchez Jiménez comme candidate à l'unanimité peu de temps après. Son élection comme maire a lieu le 14 février au cours d'une séance où elle obtient l'appui des neuf élus du PSC et des deux d'ICV, soit l'exacte majorité absolue.
Elle est reconduite dans ses fonctions après les élections locales de mai 2015, disposant d'une majorité relative. Elle intègre la direction du PSC en novembre 2016 en tant que secrétaire aux Politiques de la Femme. Elle change d'attributions en décembre 2019 en devenant secrétaire à la Stratégie et au Climat. Elle décroche la majorité absolue après les élections de mai 2019. Elle est désignée vice-présidente institutionnelle de l'aire métropolitaine de Barcelone en juillet suivant ainsi que représente de la Fédération espagnole des communes et des provinces (FEMP) au conseil national du climat le 2 avril 2020.
Son mandat est notamment marqué par sa demande appuyée que l'impact acoustique du projet d'extension de l'aéroport Josep Tarradellas Barcelone-El Prat mené par AENA soit limité et que les infrastructures soient toujours divisées entre des pistes dédiées à l'atterrissage et d'autres au décollage. Lors du conseil métropolitain de juin 2021, elle vote également pour la prolongation de la déclaration de zone sous tension de sa commune afin de poursuivre la limitation du prix des loyers, comme le permet la réglementation catalane contestée par le gouvernement central,.
Elle démissionne lors d'une séance extraordinaire du conseil municipal convoquée le 11 juillet 2021 en raison de sa prochaine entrée au gouvernement espagnol. Elle cède ses fonctions de maire à Gemma Badia, jusqu'ici troisième adjointe au maire déléguée aux Politiques féministes, à l'Espace public, à la Sécurité et au Vivre-ensemble.

### Ministre des Transports
Le 10 juillet 2021, Pedro Sánchez annonce un important remaniement ministériel à l'occasion duquel Raquel Sánchez est nommée ministre des Transports, des Mobilités et des Programmes urbains en remplacement de José Luis Ábalos, également secrétaire à l'Organisation du PSOE. Son entrée au conseil des ministres est perçue comme une volonté du président du gouvernement de donner davantage de poids au PSC dans son exécutif ; Miquel Iceta quittant le ministère de la Politique territoriale pour celui de la Culture et des Sports.
Elle aura alors pour mission de négocier avec Ione Belarra, ministre des Droits sociaux et de l'Agenda 2030 et membre de Podemos, la première et future loi sur le logement et de développer les mobilités douces. Elle devra également s'occuper du dossier relatif à l'intérêt de maintenir ou non les péages à l'entrée des autoroutes et de gérer l'arrivée des fonds européens liés à la pandémie de Covid-19. Lors de la cérémonie de passation des pouvoirs, elle indique que « sans logement, il n'y a pas de liberté, d'intimité, d'inclusion ou de sécurité » ; ce qui est bien perçu par Unidas Podemos, partenaire minoritaire de la coalition gouvernementale.
En février 2023, après que la presse a dévoilé que Renfe Operadora a transmis, dans le cadre du renouvellement de sa flotte vieillissante circulant sur le réseau régional à écartement métrique du nord du pays, des mesures erronées au constructeur CAF, ce qui aurait rendu les wagons trop larges pour circuler dans les tunnels, elle met à pied deux cadres de Renfe et Administrador de infraestructuras ferroviarias (ADIF), après que le président de Cantabrie, Miguel Ángel Revilla, a appelé à faire « tomber des têtes ». Deux semaines après la survenue de la polémique, elle relève de ses fonctions la secrétaire d'État aux Transports, Isabel Pardo de Vera, et accepte la démission du président de Renfe, Isaías Táboas, qu'elle remplace respectivement par David Lucas — secrétaire général au Logement du ministère — et Raül Blanco, ancien haut responsable du ministère de l'Industrie.

### Après le gouvernement
Dans la perspective des élections générales anticipées du 23 juillet 2023, Raquel Sánchez est investie en 3e position sur la liste du PSC dans la circonscription de Barcelone. Élue au Congrès des députés, elle n'est pas reconduite le 21 novembre suivant dans le gouvernement Sánchez III, son ministère étant divisé entre Óscar Puente, ministre des Transports, et Isabel Rodríguez García, ministre du Logement.
Le journal El País révèle le 27 décembre que le gouvernement entend la nommer présidente-directrice générale de Paradores de turismo, entreprise publique de gestion hôtelière, en remplacement de Pedro Saura, appelé à prendre la direction de la société publique postale Correos.